# 역전사 효소
역전사 효소(逆轉寫酵素; Reverse Transcriptase)는 RNA를 주형으로 해서 DNA를 합성할 수 있는 효소로, 레트로바이러스가 특이적으로 가지고 있는 효소이다. RNA의존성 DNA 중합효소(RNA dependent DNA polymerase)라고도 한다.
RNA종양 바이러스내에 존재하거나 그 바이러스에 감염된 세포에서만 발견되며 mRNA에서 DNA를 만드는 효소이다.
일반적인 DNA 복제 효소와는 달리 합성과정 중의 오류를 정정할 수 있는 능력이 없으므로 역전사 과정 중에서 많은 오류가 발생하게 된다. 이러한 오류가 레트로바이러스에서 많은 돌연변이를 일으키고 진화를 촉진하는 원인이 된다. 이렇게 촉진된 진화는 약품에 대하여 내성을 갖거나 백신이 무효한 바이러스를 생성시키기도 한다.
역전사 효소를 이용하여 특정 세포 내에 존재하는 mRNA를 정제하여, DNA로 바꾸는 방법으로 세포내의 mRNA에 대해 연구하기도 한다. 이 때에 mRNA로부터 cDNA를 합성, 증폭 시키는 기술을 역전사-PCR(RT-PCR)이라고 부른다. 또한, cDNA를 이용하여 마이크로어레이(Microarray)법을 사용, 세포 내에서 특정 유전자가 발현되는 정도를 연구하기도 한다.

## 연혁
역전사 효소는 1970년대 위스콘신 대학교의 Howard Temin에 의해서 라우스육종바이러스(Rous sarcoma virus)에서 최초 발견되었다. 종양을 일으키는 RNA바이러스에는 감염 후 오랜 기간 숙주(宿主) 중에 유전정보가 남겨지는 것이 있어 미국의 바이러스 학자 Howard Temin은 RNA가 DNA로 전사된다고 가정하고 실험을 통해 증명한 것이다. 같은 1970년에 David Baltimore에 의해 매사추세츠 공과대학에서 두 가지 바이러스 종으로부터 분리에 성공했다. 이들은 이 공로로 인해 1975년 노벨 생리학·의학상을 수상했다.

## 역전사 효소 작동 원리

역전사를 이용한 바이러스 복제 기전

역전사(Reverse transcription)는 RNA의 유전정보가 역전사 효소에 의해 DNA로 전달되는 과정이다. 레트로바이러스에 감염된 후에 이 효소는 바이러스 입자내에 있었던 RNA와 상보적인 DNA(complementary DNA라 하며, cDNA라 약기)를 합성, 먼저 RNA-DNA하이브리드 (hybrid ; 잡종)가 생기고 다음에 이중나선의 DNA가 되며, 숙주 염색체 중에 삽입된다. 레트로바이러스는 인간 생존에 필수적인 기관들인 CD4+ T 세포와 대식세포 그리고 수지상세포들에 우선적으로 감염된다. 특히 HIV는 직간접적으로 CD4+ T세포들을 파괴한다. 특히 역전사 과정을 일으키는 역전사 효소는 일반적인 DNA 복제 효소와는 달리 오류정정 기능이 없기 때문에 많은 돌연변이를 일으키게 되어 레트로바이러스는 매우 쉽게 변이된다. HIV임상연구에서는 에이즈에 감염된 환자가 여러 가지 변종의 HIV를 지니고 있는 경우가 자주 보고되고 있다.
이렇게 바이러스 유전자는 숙주 세포의 유전자에 삽입된 채로 숙주 세포의 유전자가 복제될 때 같이 복제가 되는 것이다. 이런 식으로 바이러스 유전자가 스스로 복제할 능력이 없는 상태에서 복제가 되는 것이다.

## 같이 보기
- 레트로바이러스